# طائر أبو قرن ذو المنقار الأحمر
طائر أبو قرن ذو المنقار الأحمر ويعرف أيضاً طائر توكوس (بالإنجليزية: Tockus) ، هو نوع من أنواع الطيور، يتبع فصيلة جنس طيور ابو قرن التوكوس (الإسم العلمي: Bucerotidae)، موطنها الأصلي إفريقيا.

## الوصف
- طيور أبو قرن في جنس توكوس هي طيور أفريقية متوسطة الحجم ذات مناقير منحنية على شكل مثلث.

- يمكن العثور عليها في الأراضي العشبية الإستوائية وشبه الاستوائية الأفريقية والغابات والسافانا.

- جميعهم لديهم ريش ذيل طويل أسود من الخارج وأبيض من الداخل. [7]

## الأصناف
يحتوي الجنس على الأنواع العشرة التالية:
طائر أبو قرن مونتيرو (Tockus monteiri).
طائر البوقير ذو المنقار الأحمر طائر البوقير الشمالي ذو المنقار الأحمر (Tockus erythrorhynchus).
طائر البوقير ذو المنقار الأحمر دامارا (Tockus damarensis).
طائر البوقير الجنوبي ذو المنقار الأحمر (Tockus rufirostris).
طائر البوقير التنزاني ذو المنقار الأحمر (Tockus ruahae).
طائر البوقير الغربي ذو المنقار الأحمر (Tockus kempi).
طائر البوقير ذو المنقار الأصفر طائر البوقير الجنوبي ذو المنقار الأصفر (Tockus leucomelas).
طائر البوقير الشرقي ذو المنقار الأصفر (Tockus flavirostris).
طائر البوقير فون دير ديكن (Tockus Deckeni) .
طائر أبو قرن جاكسون (Tockus jacksoni).